# Shanghai Stock Exchange

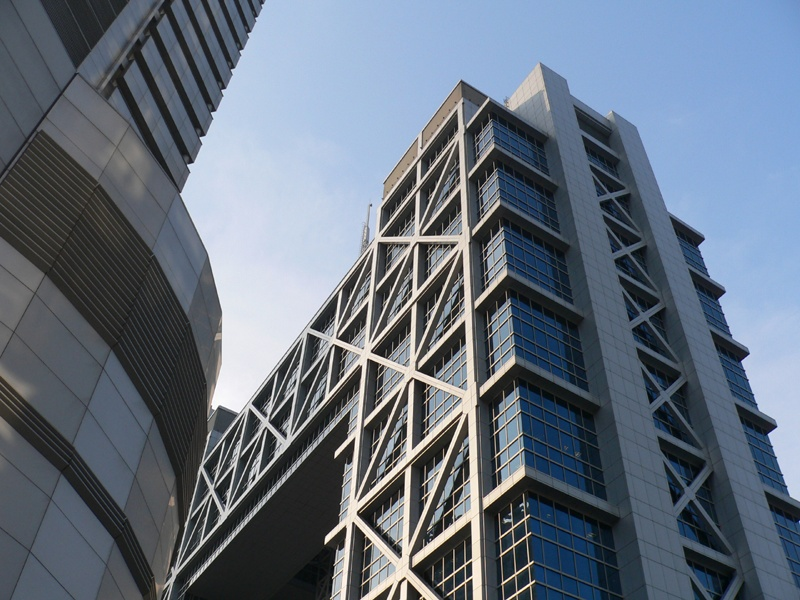
Shanghai Stock Exchange, aufgenommen am 10. September 2005

Die Börse Shanghai (chinesisch 上海證券交易所 / 上海证券交易所, Pinyin Shànghǎi Zhèngquàn Jiāoyìsuǒ, englisch Shanghai Stock Exchange, kurz 上證所 / 上证所 oder 上交所 englisch SSE) wurde am 26. November 1990 als Wertpapierbörse in Shanghai in der Sonderwirtschaftszone Pudong gegründet und ging am 19. Dezember 1990 in Betrieb. Heute ist sie die wichtigste Börse auf dem chinesischen Festland vor der Shenzen Stock Exchange und der Beijing Stock Exchange. Im Februar 2006 waren 833 Aktiengesellschaften und 877 Aktien notiert, bis Juli 2013 war die Zahl der Unternehmen auf 954 und die der Aktien auf 2519 gestiegen.
Im August 2017 betrug die gesamte Marktkapitalisierung aller am Shanghai Stock Exchange gelisteten Unternehmen 4,7 Billionen US-Dollar, womit es die weltweit viertgrößte Börse nach Marktkapitalisierung ist.

## Geschichte
Der Geburtsort des Wertpapierhandels in China liegt in Shanghai, wobei die Wurzeln bis in das Jahr 1860 zurückverfolgt werden können. 1891 wurde der „Shanghaier Aktienhändler Verband“ gegründet, welcher als Ursprung des chinesischen Aktienhandels angesehen wird. In den 1930er Jahren hatte sich der Finanzplatz Shanghai als das größte Finanzzentrum im Fernen Osten etabliert. Zu diesem Zeitpunkt konnten chinesische und ausländische Investoren mit Aktien, Staatsanleihen und Derivaten handeln. Der Höhenflug der Shanghaier Börse wurde jäh durch die Machtübernahme Mao Zedongs unterbrochen, der jeglichen Aktienhandel untersagte.
Erst unter der Führung von Deng Xiaoping konnte die Arbeit an der Börse wieder aufgenommen werden. 1981 wurde der Handel mit Staatsanleihen und 1984 der Handel mit Aktien und Unternehmensanleihen wieder aufgenommen. Die Handelsplätze waren hauptsächlich Shanghai und ein paar weitere chinesische Städte. Am 26. November 1990 feierte die Shanghai Stock Exchange (SSE) ihr Debüt an den internationalen Finanzmärkten.

## Kursentwicklung
Die SSE ist eine nicht gewinnorientierte Organisation und unterliegt der „China Securities Regulatory Commission“ (CSRC).
Nach nur wenigen Jahren hat sich der Finanzplatz in Shanghai zur führenden Börse auf dem chinesischen Festland entwickelt. In Shanghai sind die meisten Unternehmen und Aktien gelistet, die SSE hat die größte Marktkapitalisierung, ist führend in Aktienumsätzen, im Börsenwert und bei den Umsätzen in Staatsanleihen etc.
Das Jahr 2007 endete sehr erfolgreich für die Börse in Shanghai mit über 71,3 Mill. Investoren, 860 gelisteten Unternehmen und einer Marktkapitalisierung von über 26,98 Billionen RMB. Im gleichen Jahr wurden über 661,6 Mrd. RMB durch Neuemissionen beschafft. Eine große Anzahl an Unternehmen aus verschiedenen Schlüsselindustrien, wie dem Baugewerbe und den High-Tech Sektoren haben sich selbst nicht nur Kapital beschafft, sondern konnten ebenfalls ihren Ruf und das operative Geschäft durch das Listing an der SSE deutlich verbessern.
Der SSE Composite Index erreichte am 26. Februar 2007 zum ersten Mal über 3.000 Punkte. Am folgenden Tag fiel er um 8,84 Prozent auf 2.771,79 Punkte. Am 23. August 2007 überschritt der Index zum ersten Mal die Marke von 5000.
Die rasante Entwicklung des Shanghai Composite Index ab 2006 war für viele Börsenkenner bereits das Signal einer Überhitzung. Die „Blase“ war zum Teil durch viele private Anleger getrieben, die selbst kleinste Beträge (auch häufig kreditfinanziert) investierten, in der Hoffnung, noch rechtzeitig beim großen Geschäft eingestiegen zu sein. In den Straßen der Städte sah man die Menge vor den Kurstafeln der Banken gebannt verharren. Realwirtschaftlich war nur ein geringer Teil des Kursaufriebs gerechtfertigt, aber die Marktenge vieler Papiere erzeugte den Auftrieb. Staatliche Stellen warnten die Kleinanleger vor Leichtsinn, weitgehend jedoch ohne Wirkung.
Am 16. Oktober 2007 erreichte der Composite Index 6.092 Punkte und damit den höchsten Stand in seiner Geschichte. Bis Mitte Juni 2008 fiel der Index seitdem um mehr als 50 % auf unter 3.000 Punkte, bis Mitte September 2008 auf unter 2000 Punkte.
Die Börsenwerte der chinesischen Unternehmen sind allerdings nur mit Vorbehalt zu lesen, da sich die Aktien überwiegend in heimischer Hand befinden und die Börse in Shanghai, auf deren Kursbasis die chinesischen Börsenwerte errechnet werden, ausländischen Investoren weitgehend versperrt ist. Ausländer handeln gegenwärtig chinesische Aktien überwiegend an der Börse in Hongkong.
Die Volksrepublik China öffnete am 17. November 2014 den Handel mit Aktien an der Börse Shanghai für ausländische Anleger.

## Aktienindizes
Der SSE Composite Index startete am 15. Juli 1991 und umfasst sämtliche Aktien an der Börse Shanghai. Daneben gibt es ähnlich wie an anderen Börsen zahlreiche Aktienindizes wie etwa den SSE 50 für die 50 größten Unternehmen, den SSE 180 für die 180 größten, sowie für verschiedene Branchen.
Auch im CSI 300 sind Titel der SSE enthalten.

## Mitgliedschaften
Die Börse ist Mitglied von:
- World Federation of Exchanges[5]
- Asian and Oceanian Stock Exchanges Federation
- Sustainable Stock Exchanges Initiative